# Primera División de Venezuela 2025
La temporada 2025 de la Primera División de Venezuela, conocida como la Liga FUTVE, es la 69.ª edición de la Primera División de Venezuela desde su creación en 1957. El torneo lo organiza la Liga FUTVE bajo la supervisión de la Federación Venezolana de Fútbol.
Un total de 14 equipos participan en la competición, 12 provenientes de la temporada anterior y dos ascendidos de la Segunda División.

## Formato
La Asamblea General Extraordinaria de la Liga FUTVE aprobó las normas reguladoras de la temporada 2025 y fueron anunciadas el 14 de enero de 2025. Se jugarán dos torneos cortos en el año, el Apertura y Clausura, ambos bajo el mismo formato. Se jugarán en un sistema de tres fases: en la primera los equipos jugarán 13 fechas todos contra todos. Los ocho primeros equipos de la tabla de posiciones al final de las 13 jornadas clasificarán a la siguiente fase (cuadrangulares semifinales) que consiste en dos grupos de cuatro equipos en los que se disputarán seis fechas de ida y vuelta. Los equipos ganadores de cada cuadrangular clasificarán a la final a partido único para definir el campeón del torneo corto que clasificará a la Copa Libertadores y a la Final Absoluta.
También se elaborará una tabla acumulada, la cual sumará los resultados de las tablas clasificatorias de cada torneo corto y esta repartirá los cupos restantes a torneos internacionales; a la Copa Libertadores clasificarán el campeón y subcampeón de la Liga FUTVE más los dos mejores ubicados en la tabla acumulada. A la Copa Sudamericana clasificarán los subcampeones de los torneos cortos y los dos siguientes con mejor ubicación en la tabla acumulada no clasificados a la Libertadores. El descenso será para el último de la tabla acumulada.
Finalmente para determinar el campeón de la temporada, se jugará una serie final a partido único entre los campeones de cada uno de los torneos cortos. Sí un mismo equipo resulta campeón del Torneo Apertura y Clausura, entonces este será proclamado Campeón Absoluto.

## Relevos
Son catorce equipos los que competirán en la liga, los cuales son los doce equipos ratificados de la temporada anterior y dos ascendidos de la Segunda División. Hubo dos equipos promovidos, Yaracuyanos Fútbol Club que fue campeón de la temporada 2024 de la Segunda División, por otro lado Anzoátegui Fútbol Club, subcampeón de la Segunda División, tomó el lugar de Angostura Fútbol Club que por problemas económicos fue relegado a la categoría inferior.
| Pos. | Descendido de la Primera División |
| ---- | --------------------------------- |
| Ret. | Angostura                         |
| 14.º | Inter de Barinas                  |

| Pos. | Ascendido de la Segunda División |
| ---- | -------------------------------- |
| 1.º  | Yaracuyanos                      |
| 2.º  | Anzoátegui                       |

## Información
| Academia Puerto Cabello                    | Puerto Cabello | Eduardo Saragó        | Complejo Deportivo Socialista | 6000   | Givova      |
| Anzoátegui                                 | Puerto La Cruz | Leo González          | José Antonio Anzoátegui       | 37 485 | Kappa       |
| Carabobo                                   | Valencia       | Daniel Farías         | Polideportivo Misael Delgado  | 10 400 | Runic       |
| Caracas                                    | Caracas        | Fernando Aristeguieta | Olímpico de la UCV            | 20 900 | Zeus        |
| Deportivo La Guaira                        | Caracas        | Juan Domingo Tolisano | Olímpico de la UCV            | 20 900 | RS          |
| Deportivo Táchira                          | San Cristóbal  | Edgar Pérez Greco     | Polideportivo de Pueblo Nuevo | 38 755 | Boman       |
| Estudiantes de Mérida                      | Mérida         | Jesús Ortiz           | Metropolitano de Mérida       | 42 200 | ECONTEX     |
| Metropolitanos                             | Caracas        | Francesco Stifano     | Olímpico de la UCV            | 20 900 | RS          |
| Monagas                                    | Maturín        | Marcelo Zuleta        | Monumental de Maturín         | 51 796 | RS          |
| Portuguesa                                 | Araure         | Giancarlo Maldonado   | José Antonio Páez             | 14 000 | RS          |
| Rayo Zuliano                               | Maracaibo      | Javier Villafráz      | José Encarnación Romero       | 40 800 | Adidas      |
| Universidad Central                        | Caracas        | Daniel Sasso          | Olímpico de la UCV            | 20 900 | New Arrival |
| Yaracuyanos                                | San Felipe     | Arnaldo Aranda        | Florentino Oropeza            | 12 000 | Manita      |
| Zamora                                     | Barinas        | José María Morr       | Agustín Tovar                 | 25 500 | Puma        |
| Datos actualizados al 28 de abril de 2025. |                |                       |                               |        |             |

### Cambios de entrenadores
| Equipo                  | Entrenador            | Tipo                         | Salida                  | Posición        | Entrenador            | Entrada                 |
| Torneo Apertura         | Torneo Apertura       | Torneo Apertura              | Torneo Apertura         | Torneo Apertura | Torneo Apertura       | Torneo Apertura         |
| ----------------------- | --------------------- | ---------------------------- | ----------------------- | --------------- | --------------------- | ----------------------- |
| Monagas                 | Carlos Javier Fuhrman | Fin de interinato            | 8 de diciembre de 2024  | Pretemporada    | Jhonny Ferreira       | 16 de enero de 2025     |
| Metropolitanos          | José María Morr       | Resignado                    | 11 de diciembre de 2024 | Pretemporada    | Roland Marcenaro      | 20 de diciembre de 2024 |
| Anzoátegui              | Alexis Jordán         | Reemplazado                  | 26 de diciembre de 2024 | Pretemporada    | Leo González          | 26 de diciembre de 2024 |
| Zamora                  | Alí Cañas             | Fin de contrato              | 30 de diciembre de 2024 | Pretemporada    | Adolfo Monsalve       | 6 de enero de 2025      |
| Academia Puerto Cabello | Iván Fernández        | Mutuo acuerdo                | 31 de enero de 2025     | 12.°            | Bladimir Morales      | 1 de febrero de 2025    |
| Academia Puerto Cabello | Bladimir Morales      | Fin de interinato            | 3 de febrero de 2025    | 7.°             | Vasco Faísca          | 3 de febrero de 2025    |
| Zamora                  | Adolfo Monsalve       | Mutuo acuerdo                | 3 de marzo de 2025      | 12.°            | José María Morr       | 4 de marzo de 2025      |
| Yaracuyanos             | Jhon Pinto            | Despedido                    | 17 de marzo de 2025     | 14.°            | Dayron Pérez          | 17 de marzo de 2025     |
| Estudiantes de Mérida   | Daniel Farías         | Mutuo acuerdo                | 15 de abril de 2025     | 13.°            | Ildemaro Fernández    | 15 de abril de 2025     |
| Estudiantes de Mérida   | Ildemaro Fernández    | Fin de interinato            | 2 de mayo de 2025       | 12.°            | Jesús Ortiz           | 2 de mayo de 2025       |
| Academia Puerto Cabello | Vasco Faísca          | Mutuo acuerdo                | 29 de mayo de 2025      | 3.° (B)         | Bladimir Morales      | 29 de mayo de 2025      |
| Carabobo                | Diego Merino          | Resignado                    | 30 de mayo de 2025      | 2.° (B)         | Daniel Farías         | 31 de mayo de 2025      |
| Academia Puerto Cabello | Bladimir Morales      | Fin de interinato            | 3 de junio de 2025      | 4.° (B)         | Eduardo Saragó        | 3 de junio de 2025      |
| Torneo Clausura         |                       |                              |                         |                 |                       |                         |
| Monagas                 | Jhonny Ferreira       | Fichado por Venezuela sub-17 | 8 de julio de 2025      | 14.°            | Carlos Javier Fuhrman | 8 de julio de 2025      |
| Monagas                 | Carlos Javier Fuhrman | Fin de interinato            | 16 de julio de 2025     | 13.°            | Marcelo Zuleta        | 16 de julio de 2025     |
| Yaracuyanos             | Dayron Pérez          | Fichado por Barranquilla     | 23 de julio de 2025     | 13.°            | Arnaldo Aranda        | 23 de julio de 2025     |
| Metropolitanos          | Roland Marcenaro      | Mutuo acuerdo                | 12 de agosto de 2025    | 12.°            | Francesco Stifano     | 13 de agosto de 2025    |

## Localización
| Equipos por región | Equipos por región | Equipos por región                                                | Equipos por región |
| Región             | N.º                | Equipos                                                           | Mapa |
| ------------------ | ------------------ | ----------------------------------------------------------------- | --- |
| Capital            | 4                  | Caracas, Deportivo La Guaira, Metropolitanos, Universidad Central | Dep. Táchira Estudiantes (M) Rayo Zuliano Zamora Portuguesa Yaracuyanos Carabobo Puerto Cabello Monagas Anzoátegui Caracas Equipos en Caracas: Caracas Deportivo La Guaira Metropolitanos Universidad Central |
| Los Andes          | 3                  | Deportivo Táchira, Estudiantes de Mérida, Zamora                  | Dep. Táchira Estudiantes (M) Rayo Zuliano Zamora Portuguesa Yaracuyanos Carabobo Puerto Cabello Monagas Anzoátegui Caracas Equipos en Caracas: Caracas Deportivo La Guaira Metropolitanos Universidad Central |
| Central            | 2                  | Academia Puerto Cabello, Carabobo                                 | Dep. Táchira Estudiantes (M) Rayo Zuliano Zamora Portuguesa Yaracuyanos Carabobo Puerto Cabello Monagas Anzoátegui Caracas Equipos en Caracas: Caracas Deportivo La Guaira Metropolitanos Universidad Central |
| Nor-Oriental       | 2                  | Anzoátegui, Monagas                                               | Dep. Táchira Estudiantes (M) Rayo Zuliano Zamora Portuguesa Yaracuyanos Carabobo Puerto Cabello Monagas Anzoátegui Caracas Equipos en Caracas: Caracas Deportivo La Guaira Metropolitanos Universidad Central |
| Centro Occidental  | 2                  | Portuguesa, Yaracuyanos                                           | Dep. Táchira Estudiantes (M) Rayo Zuliano Zamora Portuguesa Yaracuyanos Carabobo Puerto Cabello Monagas Anzoátegui Caracas Equipos en Caracas: Caracas Deportivo La Guaira Metropolitanos Universidad Central |
| Zuliana            | 1                  | Rayo Zuliano                                                      | Dep. Táchira Estudiantes (M) Rayo Zuliano Zamora Portuguesa Yaracuyanos Carabobo Puerto Cabello Monagas Anzoátegui Caracas Equipos en Caracas: Caracas Deportivo La Guaira Metropolitanos Universidad Central |

## Tabla acumulada

### Clasificación
| Pos. | Equipo                  | Pts. | PJ | G  | E | P  | GF | GC | Dif. | Clasificación                       |
| ---- | ----------------------- | ---- | -- | -- | - | -- | -- | -- | ---- | ----------------------------------- |
| 1    | Deportivo La Guaira     | 44   | 20 | 13 | 5 | 2  | 38 | 16 | +22  | Fase de grupos de Copa Libertadores |
| 2    | Carabobo                | 40   | 20 | 11 | 7 | 2  | 20 | 11 | +9   | Fase 1 de Copa Libertadores         |
| 3    | Deportivo Táchira       | 37   | 20 | 10 | 7 | 3  | 29 | 17 | +12  | Primera fase de Copa Sudamericana   |
| 4    | Universidad Central     | 36   | 20 | 10 | 6 | 4  | 24 | 15 | +9   | Copa Libertadores                   |
| 5    | Academia Puerto Cabello | 31   | 20 | 8  | 7 | 5  | 23 | 17 | +6   | Primera fase de Copa Sudamericana   |
| 6    | Caracas                 | 29   | 20 | 8  | 5 | 7  | 21 | 23 | −2   | Primera fase de Copa Sudamericana   |
| 7    | Anzoátegui              | 26   | 20 | 7  | 5 | 8  | 21 | 21 | 0    |                                     |
| 8    | Monagas                 | 26   | 20 | 7  | 5 | 8  | 24 | 27 | −3   |                                     |
| 9    | Rayo Zuliano            | 24   | 20 | 7  | 3 | 10 | 20 | 27 | −7   |                                     |
| 10   | Metropolitanos          | 21   | 20 | 5  | 6 | 9  | 25 | 30 | −5   |                                     |
| 11   | Estudiantes de Mérida   | 20   | 20 | 6  | 2 | 12 | 21 | 29 | −8   |                                     |
| 12   | Portuguesa              | 19   | 20 | 6  | 4 | 10 | 17 | 23 | −6   |                                     |
| 13   | Zamora                  | 19   | 20 | 5  | 4 | 11 | 15 | 24 | −9   |                                     |
| 14   | Yaracuyanos             | 9    | 20 | 1  | 6 | 13 | 16 | 34 | −18  | Descenso de categoría               |

Actualizado a los partidos jugados el 17 de agosto de 2025.
 Fuente: Flashscore
Notas:
1. ↑  Subcampeón del Torneo Apertura.
2. ↑  Campeón del Torneo Apertura.
3. ↑  Portuguesa fue sancionado por la FVF mediante la Resolución N.° 072-2025 con la reducción de 3 puntos.[9]

### Evolución de la clasificación
| Equipo / Fecha          | 01 | 02 | 03 | 04 | 05 | 06 | 07 | 08 | 09 | 10 | 11 | 12 | 13 | 14 | 15 | 16 | 17 | 18 | 19 | 20 | 21 | 22 | 23 | 24 | 25 | 26 |
| ----------------------- | -- | -- | -- | -- | -- | -- | -- | -- | -- | -- | -- | -- | -- | -- | -- | -- | -- | -- | -- | -- | -- | -- | -- | -- | -- | -- |
| Academia Puerto Cabello | 12 | 7  | 8  | 6  | 3  | 6  | 5  | 5  | 5  | 5  | 5  | 5  | 5  | 5  | 5  | 5  | 5  | 5  | 5  | 5  |    |    |    |    |    |    |
| Anzoátegui              | 4  | 2  | 5  | 3  | 7  | 7  | 6  | 6  | 6  | 6  | 7  | 7  | 6  | 6  | 7  | 7  | 7  | 6  | 6  | 7  |    |    |    |    |    |    |
| Carabobo                | 1  | 3  | 1  | 2  | 5  | 3  | 3  | 4  | 4  | 1  | 1  | 2  | 2  | 2  | 2  | 2  | 2  | 2  | 2  | 2  |    |    |    |    |    |    |
| Caracas                 | 5  | 4  | 3  | 5  | 9  | 8  | 7  | 7  | 7  | 8  | 10 | 11 | 9  | 7  | 6  | 6  | 6  | 7  | 7  | 6  |    |    |    |    |    |    |
| Deportivo La Guaira     | 6  | 9  | 9  | 7  | 4  | 1  | 4  | 1  | 1  | 2  | 2  | 3  | 1  | 1  | 1  | 1  | 1  | 1  | 1  | 1  |    |    |    |    |    |    |
| Deportivo Táchira       | 10 | 1  | 2  | 4  | 1  | 2  | 1  | 2  | 2  | 3  | 4  | 4  | 4  | 4  | 4  | 3  | 3  | 3  | 3  | 3  |    |    |    |    |    |    |
| Estudiantes de Mérida   | 14 | 13 | 10 | 12 | 10 | 10 | 11 | 11 | 12 | 12 | 13 | 12 | 12 | 13 | 12 | 13 | 12 | 13 | 12 | 11 |    |    |    |    |    |    |
| Metropolitanos          | 2  | 8  | 7  | 10 | 8  | 11 | 9  | 10 | 10 | 9  | 9  | 9  | 8  | 9  | 9  | 8  | 9  | 9  | 10 | 10 |    |    |    |    |    |    |
| Monagas                 | 7  | 12 | 14 | 14 | 14 | 13 | 13 | 12 | 11 | 11 | 11 | 8  | 10 | 10 | 11 | 10 | 8  | 8  | 8  | 8  |    |    |    |    |    |    |
| Portuguesa              | 3  | 6  | 4  | 1  | 2  | 5  | 8  | 9  | 9  | 10 | 6  | 6  | 7  | 8  | 8  | 9  | 10 | 11 | 11 | 12 |    |    |    |    |    |    |
| Universidad Central     | 9  | 10 | 11 | 8  | 6  | 4  | 2  | 3  | 3  | 4  | 3  | 1  | 3  | 3  | 3  | 4  | 4  | 4  | 4  | 4  |    |    |    |    |    |    |
| Yaracuyanos             | 13 | 14 | 13 | 13 | 13 | 14 | 14 | 14 | 14 | 14 | 14 | 14 | 14 | 14 | 14 | 14 | 14 | 14 | 14 | 14 |    |    |    |    |    |    |
| Zamora                  | 11 | 5  | 6  | 11 | 11 | 12 | 12 | 13 | 13 | 13 | 12 | 13 | 13 | 12 | 13 | 12 | 13 | 12 | 13 | 13 |    |    |    |    |    |    |
| Rayo Zuliano            | 8  | 11 | 12 | 9  | 12 | 9  | 10 | 8  | 8  | 7  | 8  | 9  | 11 | 11 | 10 | 11 | 11 | 10 | 9  | 9  |    |    |    |    |    |    |

## Final Absoluta
Esta final la disputarán el campeón del Torneo Apertura y Clausura, para definir al Campeón Absoluto de la temporada. Si un equipo se consagra campeón de los dos torneos cortos, automáticamente se consagra Campeón Absoluto.
| Universidad Central |  |  | Campeón del Torneo Apertura |
| A confirmar         |  |  | Campeón del Torneo Clausura |

## Clasificación a torneos Conmebol

### Copa Libertadores 2026
| Equipo      | Clasificado como | Método de clasificación                  |
| ----------- | ---------------- | ---------------------------------------- |
| A confirmar | Venezuela 1      | Campeón de la Liga FUTVE 2025            |
| A confirmar | Venezuela 2      | Mejor ubicado de la tabla acumulada 2025 |
| A confirmar | Venezuela 3      | Subcampeón de la Liga FUTVE 2025         |
| A confirmar | Venezuela 4      | 2.º ubicado de la tabla acumulada 2025   |

### Copa Sudamericana 2026
| Equipo      | Clasificado como | Método de clasificación                 |
| ----------- | ---------------- | --------------------------------------- |
| A confirmar | Venezuela 1      | Subcampeón del Torneo Apertura 2025     |
| A confirmar | Venezuela 2      | Subcampeón del Torneo Clausura 2025     |
| A confirmar | Venezuela 3      | 3.er ubicado de la tabla acumulada 2025 |
| A confirmar | Venezuela 4      | 4.º ubicado de la tabla acumulada 2025  |

## Premios y reconocimientos

### Jugador Más Valioso de la Jornada

#### Torneo Apertura
| Fase Regular | Futbolista         | Equipo                  |
| ------------ | ------------------ | ----------------------- |
| Jornada 1    | Sneider Navarro    | Metropolitanos          |
| Jornada 2    | Ender Echenique    | Deportivo La Guaira     |
| Jornada 3    | Samuel Aspajo      | Metropolitanos          |
| Jornada 4    | Gerardo Padrón     | Academia Puerto Cabello |
| Jornada 5    | José Balza         | Deportivo Táchira       |
| Jornada 6    | Sebastián Castillo | Deportivo La Guaira     |
| Jornada 7    | Kendrys Silva      | Universidad Central     |
| Jornada 8    |                    |                         |
| Jornada 9    |                    |                         |
| Jornada 10   |                    |                         |
| Jornada 11   |                    |                         |
| Jornada 12   |                    |                         |
| Jornada 13   |                    |                         |

| Fase Final | Futbolista | Equipo |
| ---------- | ---------- | ------ |
| Jornada 1  |            |        |
| Jornada 4  |            |        |
| Jornada 3  |            |        |
| Jornada 4  |            |        |
| Jornada 5  |            |        |
| Jornada 6  |            |        |
| Final      |            |        |

#### Torneo Clausura
| Fase Regular | Futbolista | Equipo |
| ------------ | ---------- | ------ |
| Jornada 1    |            |        |
| Jornada 2    |            |        |
| Jornada 3    |            |        |
| Jornada 4    |            |        |
| Jornada 5    |            |        |
| Jornada 6    |            |        |
| Jornada 7    |            |        |
| Jornada 8    |            |        |
| Jornada 9    |            |        |
| Jornada 10   |            |        |
| Jornada 11   |            |        |
| Jornada 12   |            |        |
| Jornada 13   |            |        |

| Fase Final | Futbolista | Equipo |
| ---------- | ---------- | ------ |
| Jornada 1  |            |        |
| Jornada 2  |            |        |
| Jornada 3  |            |        |
| Jornada 4  |            |        |
| Jornada 5  |            |        |
| Jornada 6  |            |        |
| Final      |            |        |